# Tanzania en los Juegos Olímpicos de Londres 2012
Tanzania estuvo representada en los Juegos Olímpicos de Londres 2012 por seis deportistas, cuatro hombres y dos mujeres, que compitieron en tres deportes.
La portadora de la bandera en la ceremonia de apertura fue la atleta Zakia Mrisho. El equipo olímpico tanzano no obtuvo ninguna medalla en estos Juegos.